# Великоколоднівська сільська рада
Великоколо́днівська сільська́ ра́да — адміністративно-територіальна одиниця та орган місцевого самоврядування в Кам'янка-Бузькому районі Львівської області. Адміністративний центр — село Велике Колодно.

## Загальні відомості
Великоколоднівська сільська рада утворена в 1940 році.
- Територія ради: 50,285 км²
- Населення ради: 2982 особи (станом на 2001 рік)
- Територією ради протікає річка Кам'янка

## Населені пункти
Сільській раді підпорядковані населені пункти:
- с. Велике Колодно
- с. Новий Став
- с. Печихвости
- с. Честині

## Склад ради
Рада складається з 14 депутатів та голови.
- Голова ради: Деркач Ярослав Степанович

### Керівний склад попередніх скликань
| Прізвище, ім'я, по батькові | Основні відомості                                                                | Дата обрання | Дата звільнення |
| --------------------------- | -------------------------------------------------------------------------------- | ------------ | --------------- |
| Коваль Анатолій Петрович    | Сільський голова, 1965 року народження, безпартійний                             | 26.03.2006   | 31.10.2010      |
| Коваль Анатолій Петрович    | Сільський голова, 1965 року народження, безпартійний                             | 31.10.2010   | 25.10.2015      |
| Деркач Ярослав Степанович   | Сільський голова, 1974 року народження, освіта професійно-технічна, безпартійний | 25.10.2015   |                 |

Примітка: таблиця складена за даними сайту Верховної Ради України та ЦВК

### Депутати VII скликання
За результатами місцевих виборів 2015 року депутатами ради стали:

#### За суб'єктами висування
| Суб'єкт висування                                   | Кількість обраних депутатів | %     |
| --------------------------------------------------- | --------------------------- | ----- |
| Самовисування                                       | 13                          | 92.86 |
| Політична партія Всеукраїнське об'єднання «Свобода» | 1                           | 7.14  |

#### За округами
| № округу | Прізвище, ім'я, по батькові   | Ким висунуто                                        | Дата нар.  | Освіта              | Партійна приналежність | Відомості                                                                           |
| -------- | ----------------------------- | --------------------------------------------------- | ---------- | ------------------- | ---------------------- | ----------------------------------------------------------------------------------- |
| 1        | Лоза Роман Зіновійович        | Самовисування                                       | 28.11.1994 | загальна середня    | безпартійний           | Національний університет «Львівська Політехніка», студент                           |
| 2        | Димар Марія Романівна         | Самовисування                                       | 07.04.1972 | вища                | безпартійна            | Великоколоднівська СР, секретар                                                     |
| 3        | Гренюх Ольга Іванівна         | Самовисування                                       | 20.08.1961 | вища                | безпартійна            | Великоколоднівська СР, землепорядник                                                |
| 4        | Кравець Галина Романівна      | Самовисування                                       | 03.05.1983 | професійно-технічна | безпартійна            | Агро АВ «Лімітед», інженер-землепорядник                                            |
| 5        | Бабій Михайло Степанович      | Самовисування                                       | 31.07.1985 | вища                | безпартійний           | Вирівська дільниця ветеринарної медицини, ветлікар                                  |
| 6        | Шостак Надія Степанівна       | Самовисування                                       | 03.03.1988 | вища                | безпартійна            | Великоколоднівський НВК, вчитель                                                    |
| 7        | Наум Петро Іванович           | Самовисування                                       | 09.12.1967 | професійно-технічна | безпартійний           | тимчасово не працює                                                                 |
| 8        | Макар Ольга Олексіївна        | Самовисування                                       | 23.04.1981 | вища                | безпартійна            | Кам'янка-Бузька ЦРЛ, лікар-бактеріолог                                              |
| 9        | Лоза Павло Михайлович         | Самовисування                                       | 21.08.1981 | вища                | безпартійний           | Кам'янка-Бузький районний відділ міліції, заступник начальника кримінальної міліції |
| 10       | Вовк Богдан Петрович          | Самовисування                                       | 27.10.1967 | професійно-технічна | безпартійний           | Агро АВ «Лімітед», тракторист                                                       |
| 11       | Калатало Богдан Степанович    | Самовисування                                       | 12.09.1966 | професійно-технічна | безпартійний           | Агро АВ «Лімітед», тракторист                                                       |
| 12       | Юркевич Андрій Іванович       | політична партія Всеукраїнське об'єднання «Свобода» | 07.01.1961 | вища                | безпартійний           | ТОВ «КРОНО-УКРАЇНА», електрик                                                       |
| 13       | Назаркевич Богдан Тимофійович | Самовисування                                       | 12.02.1954 | вища                | безпартійний           | Фермерське господарство «Збіч», голова фермерського господарства                    |
| 14       | Мазуркевич Богдан Васильович  | Самовисування                                       | 13.09.1958 | професійно-технічна | безпартійний           | Магазин «Надія», приватний підприємець                                              |